# تروي سيزر
تروي سيزر (بالإنجليزية: Troy Caesar)‏ هو لاعب كرة قدم بريطاني، ولد في 13 مايو 1994 في رود تاون في جزر العذراء البريطانية. شارك مع منتخب الجزر العذراء البريطانية لكرة القدم.

## وصلات خارجية
- تروي سيزر على موقع قاعدة بيانات كرة القدم.إي يو (الإنجليزية)
- تروي سيزر على موقع ناشيونال فوتبول تيمز (الإنجليزية)
- تروي سيزر على موقع Soccerway.com (الإنجليزية)